# Gene Barry
Pour les articles homonymes, voir Barry.
Gene Barry, de son vrai nom Eugene Klass, est un acteur américain, né le 14 juin 1919 à New York (États-Unis) et mort à Woodland Hills (Californie) le 9 décembre 2009.

## Biographie
Né Eugene Klass en 1919, Gene Barry est le fils d'Eva Conn et Martin Klass. Ses grands-parents sont des immigrants juifs de Russie.
Il grandit à Brooklyn et étudie le violon au Chatham Square School of Music. À l'âge de 25 ans, il se marie le 22 octobre 1944, avec Julie Carson. Ils ont deux enfants et adoptent une fille.
Il choisit son nom de scène en l'honneur de John Barrymore. En 1951, il joue son premier rôle, le Dr Frank Addison dans The Atomic City. Dès l'année suivante, il interprète son film le plus célèbre, La Guerre des mondes de Byron Haskin - il paraîtra également dans l'adaptation de 2005. Mais c'est la télévision qui lui assure une gloire durable (L'Homme à la Rolls).
Gene Barry reçoit son étoile sur le Hollywood Walk of Fame de Hollywood Boulevard en 1994.
Il meurt d'une insuffisance cardiaque, le 9 décembre 2009, à Woodland Hills.

## Filmographie

### Cinéma
- 1952 : Le Vol du secret de l'atome  (The Atomic City) de Jerry Hopper : Dr Frank Addison
- 1953 : The Girls of Pleasure Island (en) d'Alvin Ganzer et F. Hugh Herbert : Capt. Beaton
- 1953 : La Guerre des mondes (The War of the Worlds) de Byron Haskin : Dr Clayton Forrester
- 1953 : Those Redheads from Seattle de Lewis R. Foster : Johnny Kisco
- 1954 : Alaska Seas (en) de Jerry Hopper : Verne Williams
- 1954 : Jarretières rouges (Red Garters) de George Marshall : Rafael Moreno
- 1954 : Alibi meurtrier (Naked Alibi) de Jerry Hopper : Al Willis
- 1955 : Le Rendez-vous de Hong-Kong (Soldier of Fortune) d'Edward Dmytryk : Louis Hoyt
- 1955 : Le Cavalier au masque (The Purple Mask) de H. Bruce Humberstone : capitaine Charles Laverne
- 1956 : The Houston Story (en) de William Castle : Frank Duncan
- 1956 : Les Échappés du néant (Back from Eternity), de John Farrow : Jud Ellis
- 1957 : Quarante tueurs (Forty Guns) de Samuel Fuller : Wes Bonnell
- 1957 : Porte de Chine (China Gate), de Samuel Fuller : Sgt. Brock
- 1957 : Le 27e jour (The 27th Day) de William Asher : Jonathan Clark
- 1958 : Hong Kong Confidential (en) de Edward L. Cahn : agent Casey Reed
- 1958 : Thunder Road de Arthur Ripley : Troy Barrett, agent du trésor
- 1967 : Maroc 7 de Gerry O'Hara : Simon Grant
- 1969 : Subterfuge (en) de Peter Graham Scott : Donovan
- 1974 : The Second Coming of Suzanne (en) de Michael Barry : Jackson Sinclair, le commentateur TV
- 1979 : Guyana, la secte de l'enfer (Guyana : Crime of the Century) de René Cardona Jr. : Lee O'Brien
- 2005 : La Guerre des mondes (War of the Worlds) de Steven Spielberg : Le grand-père

### Télévision
- 1953 : Hallmark Hall of Fame (en) (série) : John Fremont

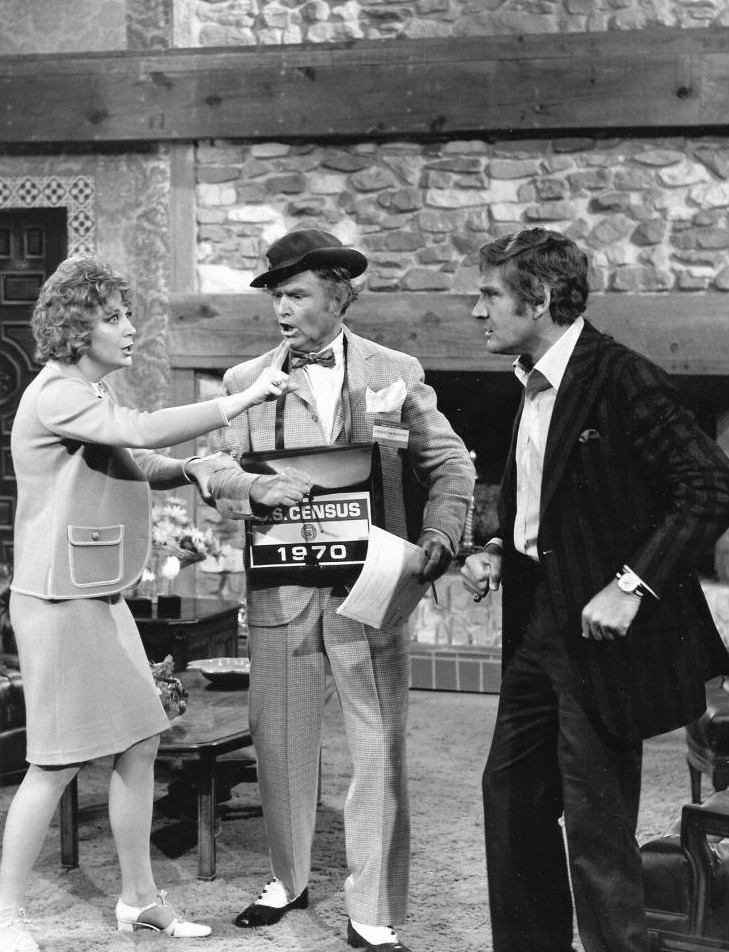
Laara Lacey, Gene Barry dans The Red Skelton Show (1970)

- 1955 : Alfred Hitchcock présente (série) : Dan Varrel / Dell Delaney
- 1955 : The Millionaire (série) : Steve Carey
- 1955-1956 : Our Miss Brooks (série) : Gene Talbot
- 1955-1956 : The Ford Television Theatre (en) (série) : Bill Hannagan / John Thatcher / Carp
- 1957 : Playhouse 90 (série) : Lieutenant Roy Kealton
- 1958 : Target (série) : Dr Robert Marriat (1 épisode)
- 1958-1961 : Bat Masterson (série) : William Barclay Masterson
- 1959 : Adventure Showcase (série) : sergent Andy Pike
- 1962 : The Dick Powell Show (en) (série) : Robert Thatcher
- 1963 : Suspicion (The Alfred Hitchcock Hour) (série) : John Chambers / Oncle George
- 1963-1966 : L'Homme à la Rolls (Burke's Law) (série) : capitaine Amos Burke
- 1968 : Columbo : Inculpé de meurtre (Prescription: Murder) (pilote no 1) : Dr Ray Flemming
- 1968 : Istanbul Express (de) (téléfilm) : Michael London
- 1968-1971 : Les Règles du jeu (The Name of the Game) (série) : Glenn Howard
- 1970 : The Red Skelton Show (série) : Paul
- 1971 : The Devil and Miss Sarah (téléfilm) : Gil Turner
- 1971 : Prenez mon nom, ma femme, mon héritage (Do You Take This Stranger?) (téléfilm) : Murray Jarvis
- 1972-1973 : L'Aventurier (The Adventurer) (série) : Gene Bradley
- 1977 : The Feather and Father Gang (série) : Generalis
- 1977 : Aspen (série) : Carl Osborne
- 1977 : Ransom for Alice ! (téléfilm) : Harry Darew
- 1977 et 1981 : Drôles de dames (Charlie's Angels) (série) : Frank Jason (1977), Steve Moss (1981)
- 1978-1979 : L'Ancien Testament (série) : Abraham
- 1978 et 1981 : L'Île fantastique (Fantasy Island) (série) : Dex Dexter / Jim Brady / Neville Quinn
- 1978, 1981 et 1982 : La croisière s'amuse (The Love Boat) (série) : Alfred Newberry (1978), Wade Hubbard (1981), Ted Anderson (1982)
- 1980 : Un cri d'amour (A Cry for Love) (téléfilm) : Gordon Harris
- 1981 : The Adventures of Nellie Bly (téléfilm) : John Cockerill
- 1981 : The Girl, the Gold Watch and Dynamite (en) (téléfilm) : Andrew Stovall
- 1986 : Harry Fox, le vieux renard (en) (Crazy Like a Fox) (série) : Nicholas Roland
- 1987 : Shell Game (en) (série) : Jason Starr
- 1987 : Perry Mason - L'affaire de l'amour perdu (Perry Mason: The Case of the Lost Love) (téléfilm) : Glenn Robertson
- 1987 : La Cinquième Dimension (The Twilight Zone) (série, saison 2, épisode 18, Comment sauver Térésa Golowitz (Time and Theresa Golowitz)) : le Prince des Ténèbres
- 1987 : Hôtel (série) : Michael Casey
- 1989 : Le Cavalier solitaire (Paradise) (série) : Bat Masterson
- 1989 : Arabesque (Murder She Wrote) (série) : Henry Reynard
- 1989 : Ascenseur pour le passé (Turn Back the Clock) (téléfilm) : John Forrest
- 1991 : The Gambler Returns: The Luck of the Draw (téléfilm) : Bat Masterson
- 1994-1995 : L'Homme à la Rolls (série télévisée, 1994) (Burke's Law) (série) : chef Amos Burke
- 2001 : Drôles de retrouvailles (These Old Broads) (téléfilm) : M. Stern

### Producteur
- 1974 : The Second Coming of Suzanne (en)

## Voix Françaises
- Jean Martinelli dans : La Guerre des mondes
- Claude Bertrand dans : Le Rendez-vous de Hong Kong
- Gabriel Cattand dans :
  - Maroc 7
  - La cinquième dimension (Série)
- Jacques Deschamps dans : 
  - L'homme à la Roll's (Série)
  - Columbo : Inculpé de meurtre (Série)
  - La croisière s'amuse (Série)
- Jean Amadou dans : Les Règles du jeu (Série)
- Francis Lax dans : Prenez mon nom, ma femme, mon héritage (Téléfilm)
- Daniel Ceccaldi dans : 
  - L'aventurier (Série)
  - Drôles de dames (Série)
  - L'Homme à la Roll's, le retour (Série Tv)
- René Arrieu dans : L'Île Fantastique (Série)
- Jean Claude Michel dans : 
  - Guyana, la secte de l'enfer
  - Ascenseur pour le passé (Téléfilm)
- Jacques Thebault dans :
  - Perry Mason (Série Tv)
- Roger Rudel dans :
  - Cri d'amour (Téléfilm)
  - Arabesque (Série)
  - Jean pierre Gernez dans :
  - Drôles de retrouvaille (TV)